# El Oriente, Tihuatlán
El Oriente är en ort i Mexiko.   Den ligger i kommunen Tihuatlán och delstaten Veracruz, i den sydöstra delen av landet, 220 km nordost om huvudstaden Mexico City. El Oriente ligger 115 meter över havet och antalet invånare är 504.
Terrängen runt El Oriente är platt. Runt El Oriente är det ganska tätbefolkat, med 179 invånare per kvadratkilometer. Närmaste större samhälle är Tihuatlan, 4,7 km sydväst om El Oriente. Trakten runt El Oriente består till största delen av jordbruksmark.